# N-甲基牛磺酸
N-甲基牛磺酸（2-甲基胺基乙磺酸）是一种胺基磺酸，在晶体和极性溶液状态中以两性离子的形式存在（就像氨基酸一样）。与更常出现的牛磺酸相比，N-甲基牛磺酸在大自然里只在红藻中发现；它由将牛磺酸甲基化形成。它适合与长链羧酸酯化（实际上是酰胺的形成），制得牛磺酸酯，因为它具有很高的极性，而且其碱土金属盐相当易溶。它的碱土金属盐也用作阴离子表面活性剂。

## 制备
N-甲基牛磺酸的合成最早在1878年得到报告，报告说甲胺与2-氯乙磺酸的银盐反应即可得出该化合物。一个明显的修改是将2-氯乙磺酸的银盐替换成2-氯乙磺酸的钠盐。往乙烯基磺酸钠的水溶液加入甲胺时，与乙酸酸化后，会以85%产率得出N-甲基牛磺酸。羟乙基磺酸钠在高温高压水中与甲胺反应会得到N-甲基牛磺酸的钠盐，
用CO2饱和并去除沉淀的碳酸氢钠后会得到纯N-甲基牛磺酸。

## 性质
N-甲基牛磺酸是一种易溶于水的白色粉状固体。

## 用途
N-甲基牛磺酸（或其钠盐）可以用作牛磺酸酯（酰基胺基乙磺酸，有时称为甲基牛磺酸酯）表面活性剂的极性头基。牛磺酸酯起泡量极高，即使在油和皮肤脂肪的存在下也会如此。